# アドルフ・シュレーター
アドルフ・シュレーター (Adolph Schroedter、 Adolf Schrödter　とも、1805年6月28日 - 1875年12月9日）はドイツの画家、イラストレーターである。

## 略歴
ブランデンブルク州のSchwedt/Oderで生まれた。版画家の家に生まれ、1820年からベルリン美術アカデミーで版画家のブッフホルン(Ludwig Buchhor)に学ぶが、絵画に転じ、1827年からベルリンの美術アカデミーで学んだ後、1829年にデュッセルドルフ美術アカデミーに移り、フリードリッヒ・ヴィルヘルム・シャドウに学んだ。
1839年にデュッセルドルフの画家、イラストレーターのアルヴィネ・ホイザー(Alwine Heuser)と婚約し、1840年に結婚した。妻の姉妹、 Louise Wüste と Adeline Jaegerも画家として活動した。
1847年からデュッセルドルフの月刊誌「Düsseldorfer Monathefte」のイラストレータとして働き、1848年から1849年はフランクフルトで政治家、作家のデトモルト(Johann Hermann Detmold)の著作の挿絵を描いた。
1854年にデュセルドルフに戻り、かつて画家のヨハン・ヴィルヘルム・シルマーが住んだ家に住み、ルドルフ・ヴィークマン夫妻やカール・フェルディナンド・ゾーンといった画家たちと親しい隣人になった。
1859年にカールスルーエの工芸学校(Karlsruher Polytechnikum)の教授になり、その仕事は1872年まで続けた。娘のMalwineは、カールスルーエで教えた学生で、後にベルリン美術アカデミーの校長となったアントン・フォン・ヴェルナーと結婚した。

## 作品

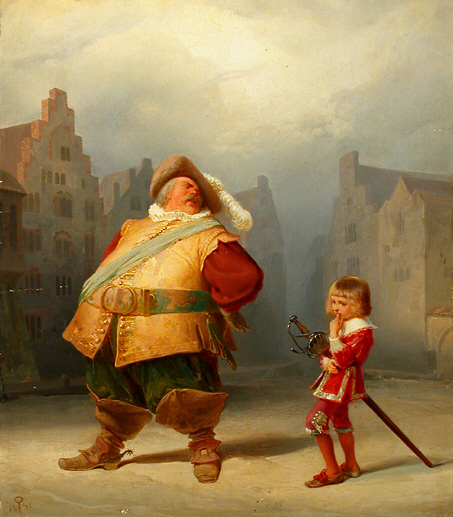
フォルスタッフと小姓(ヘンリー四世 第1部から)
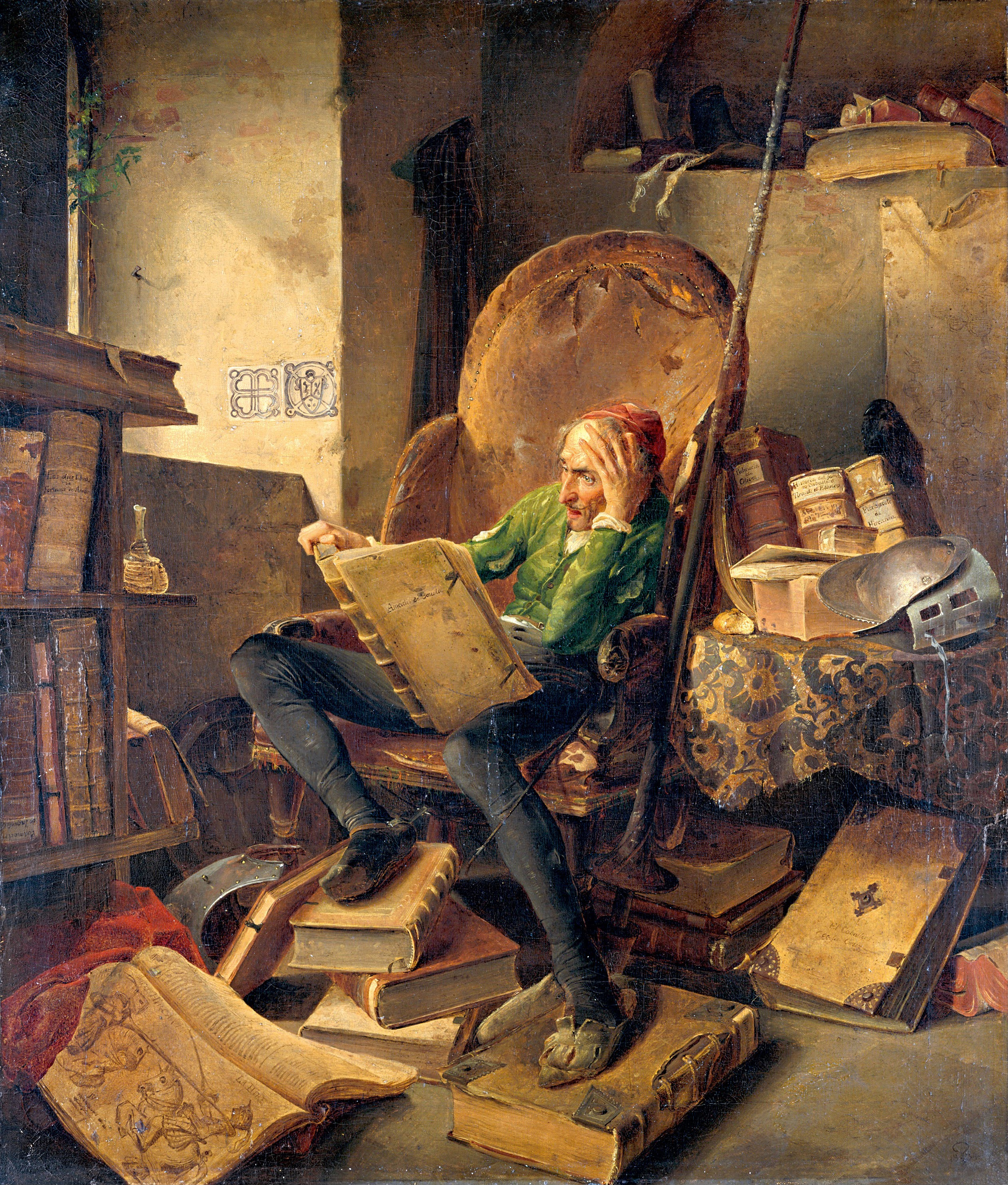
本を読むドン・キホーテ (1934)
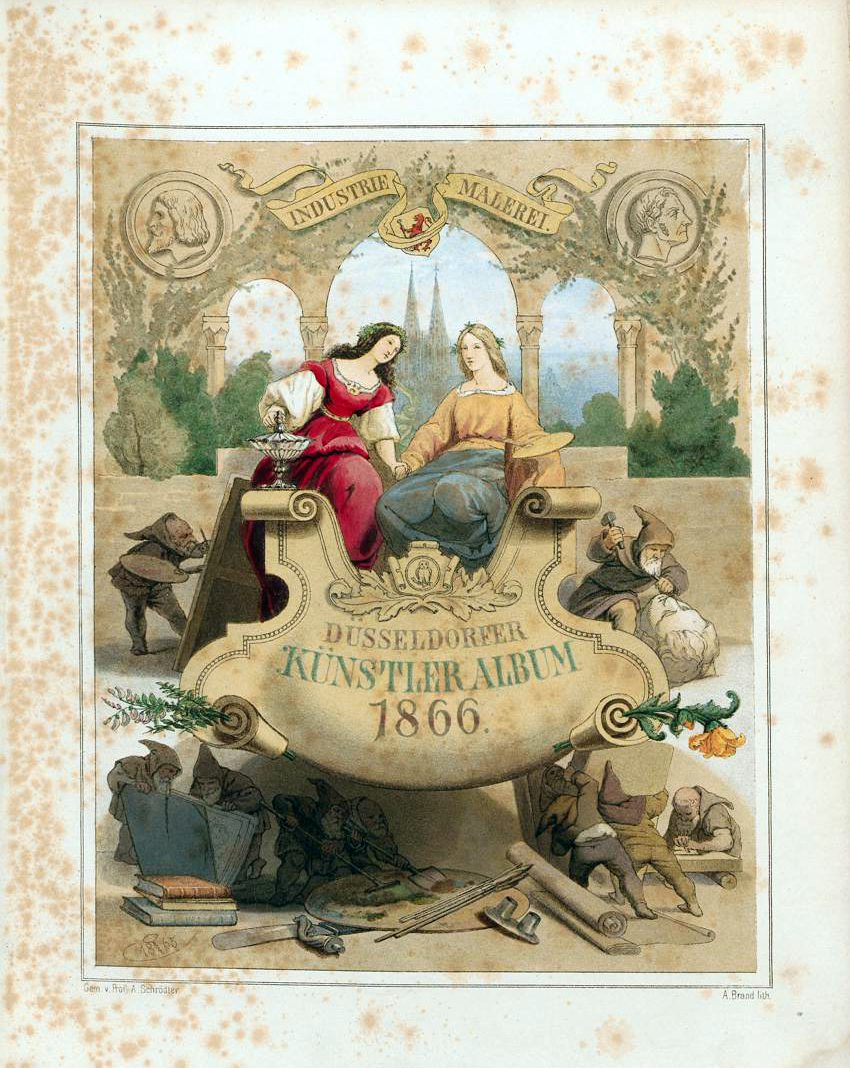
版画 (1866)
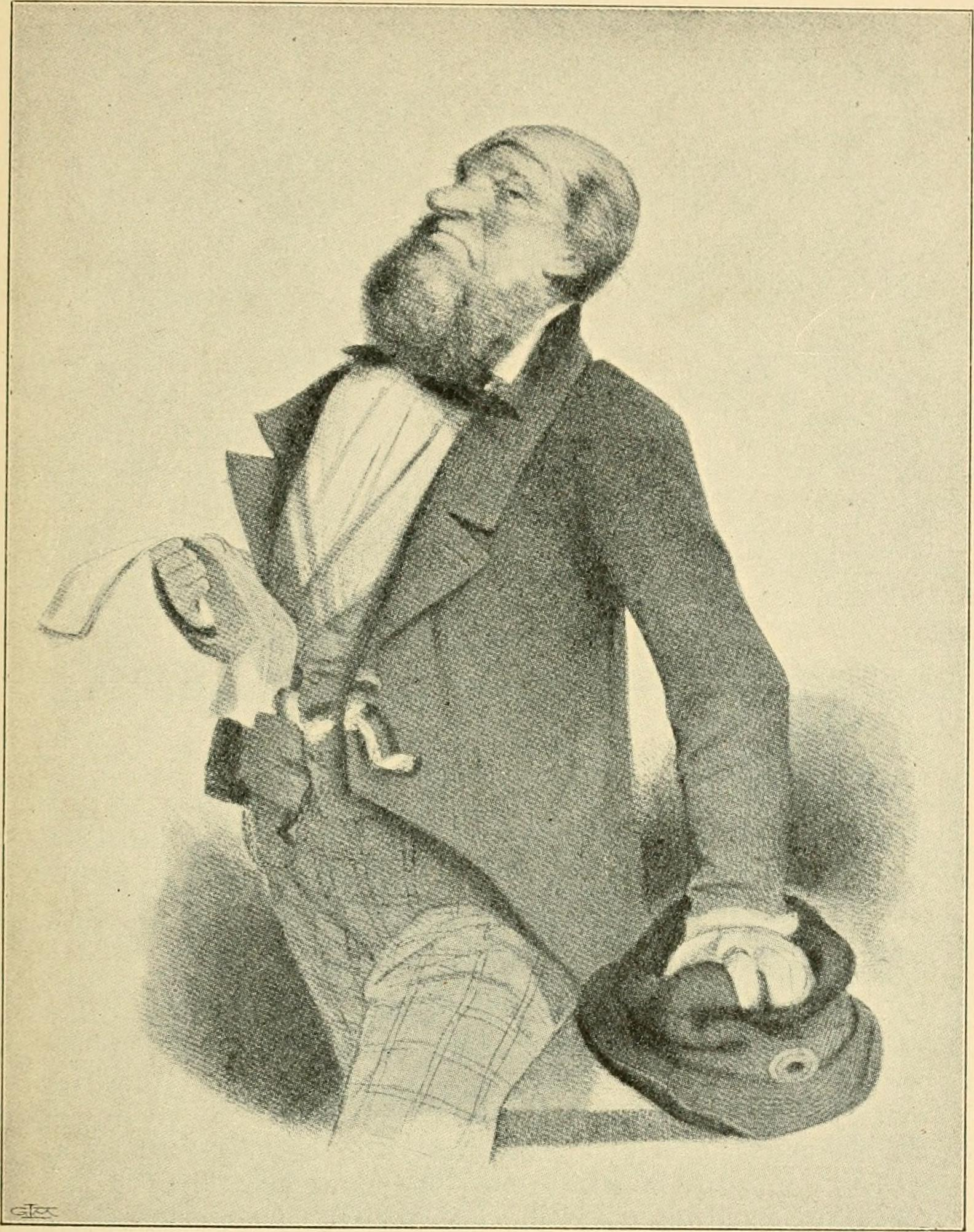